# Hamburg Berliner Bahnhof
Hamburg Berliner Bahnhof was een spoorwegstation in de Duitse plaats Hamburg. Het station was het westelijke eindpunt van de Berlin-Hamburger Bahn. Het werd in 1903 gesloten.